# Hans Kirk
Hans Rudolf Kirk (* 11. Januar 1898 in Hadsund, Nordjütland; † 16. Juni 1962 in Kopenhagen) war ein dänischer Schriftsteller, Literaturkritiker und kommunistischer Kulturpolitiker. Sein bekanntestes Werk Fiskerne (1928, dt. Die Fischer) wurde als genaue Milieustudie gefeiert. Im Zentrum des Kollektivromans steht eine Gemeinschaft von Limfjord-Fischern, deren Werte und Lebensentwürfe, geprägt von der christlichen Erweckungsbewegung, unter Druck geraten.

## Leben und Werk

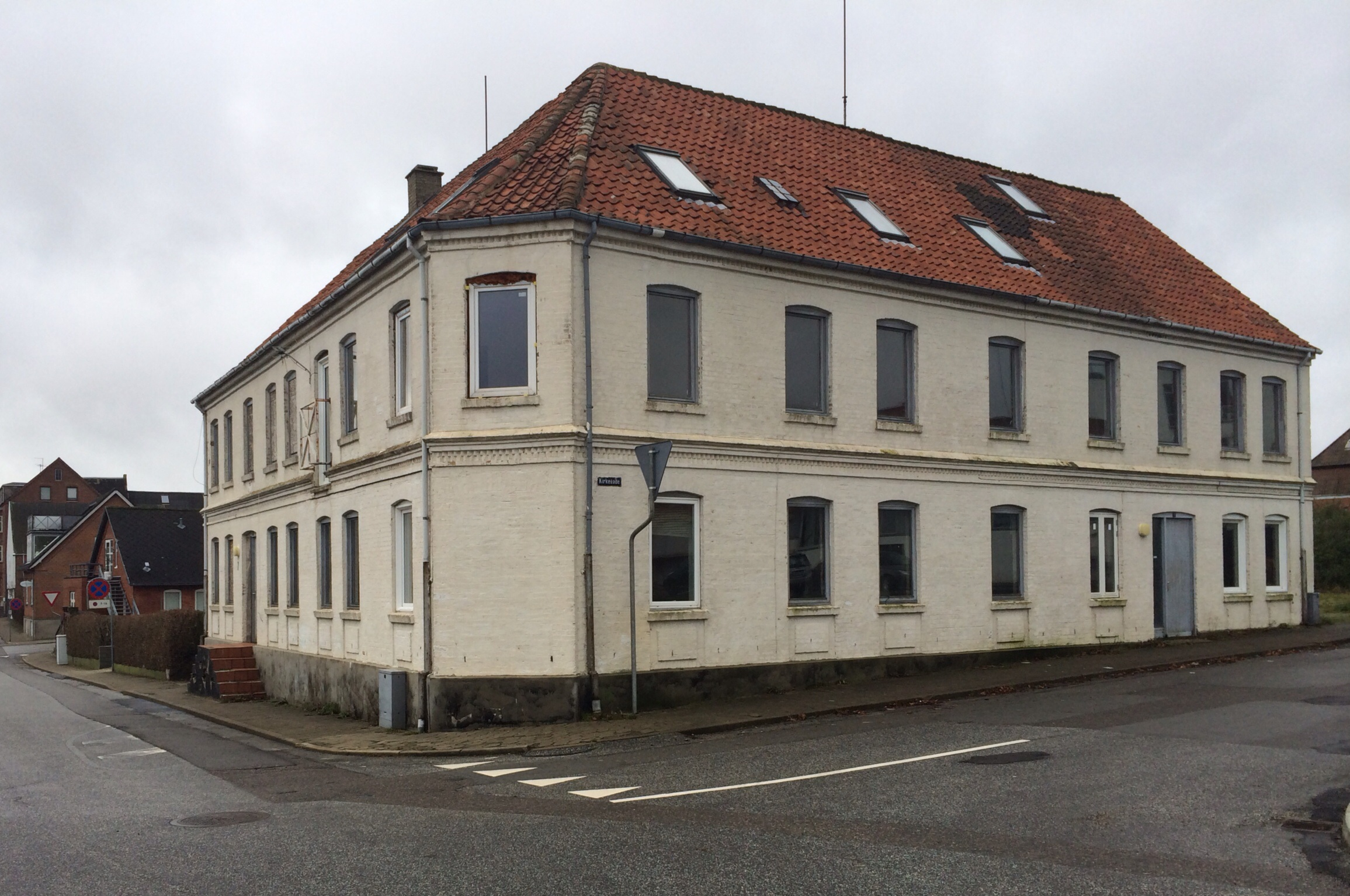
Hans Kirks Geburtshaus, Jacob Møllersgade 7, Hadsund.

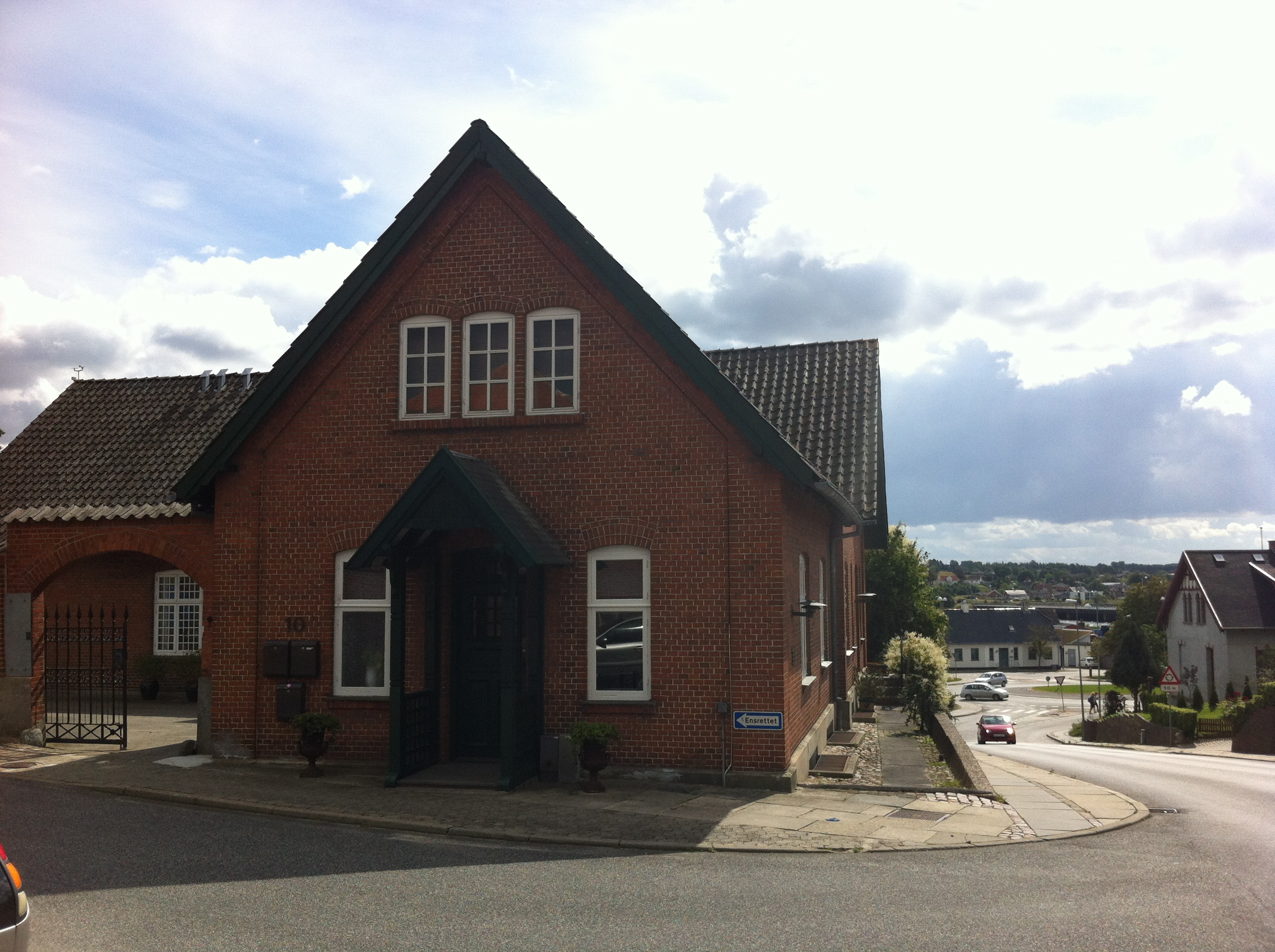
Im Haus Jacob Møllersgade 10 verbrachte Hans Kirk seine Kindheit.

Kirk wuchs in ländlicher Umgebung auf. Sein Vater war Arzt aus Harboøre, seine Mutter stammte aus einer Freibauernfamilie (u. a. Aggersborggård in Thy). Durch sie erhielt seine Erziehung eine an Grundtvig ausgerichtete Prägung. Während der Internatszeit an der Sorø Akademi (1909–1916) kamen marxistische Einflüsse hinzu. Beides sollte Kirks literarisches Werk prägen. Impulse empfing er außerdem von den Schriftstellern Henrik Pontoppidan, Jeppe Aakjær, Knut Hamsun und Henri Barbusse. Kirk war über Jahrzehnte mit Otto Gelsted befreundet, der Dänemark mit den Forschungen von Sigmund Freud und Alfred Adler bekannt gemacht hatte. Dazu trug auch Kirk bei.
Bald nach dem juristischen Examen schrieb er erste Artikel und wendete sich der Literaturkritik zu. Er veröffentlichte in den 1920er und 1930er Jahren rund 300 Kurzgeschichten. Vorübergehend lebte er bei einem Onkel und anderen Fischern, denen Unabhängigkeit und religiöse Erneuerung ein Anliegen waren. Diese Erfahrungen flossen in «Die Fischer» ein, die bei ihrem Erscheinen 1928 viel Beachtung fanden. Diese von Nexø und Brandes befruchtete Prosaarbeit brachte es im Lauf der Jahre auf Übersetzungen in elf Sprachen. Sie gilt als erster dänischer Kollektivroman und behandelt die Solidarität, aber auch die Konflikte in einer Gruppe von Fischern, die in Abgrenzung zum Grundtvigianismus der Inneren Mission anhängen. Auch in Deutschland fand sein „hoher literarischer Rang“ Anerkennung. In den 1930er Jahren wurde Kirk ein prägender Mitarbeiter der dänischen kommunistischen Presse.
1931 trat Kirk in die DKP ein. Ab 1934 war er Mitarbeiter, ab 1937 Redakteur der kommunistischen Tageszeitung Arbejderbladet.
Die beiden 1936 und 1939 veröffentlichten Romane «Die Tagelöhner» und «Die neuen Zeiten» wenden sich, am Beispiel einer in einer jütländischen Kleinstadt neu errichteten Zementfabrik, dem entstehenden Industrieproletariat und dem Streit zwischen reformistischen und revolutionären Kräften zu. Im Juni 1941 wurde Kirk von der dänischen Polizei verhaftet und im Lager Horserødlejren (Nord-Seeland) inhaftiert. Gemeinsam mit 90 Mithäftlingen gelang ihm in der Nacht des 29. August 1943 die Flucht, wodurch die Gruppe vermutlich vor einem deutschen Konzentrationslager bewahrt wurde.
Von Kriegsende bis zu seinem Tod war Kirk Feuilletonchef der inzwischen in Land og Folk (dt. Land und Volk) umbenannten kommunistischen Tageszeitung. Daneben verfasste er mehrere historische Romane. Der Sowjetunion hielt er im Kalten Krieg die Treue. Auch nach Chruschtschows stalinkritischer Rede 1956 und dem Volksaufstand in Ungarn gab Kirk seine Verehrung Stalins nicht auf.
1960 erkrankte Kirk an Speiseröhrenkrebs, es folgten Operation und Strahlentherapie. Die DKP, nach Abspaltung der Sozialistischen Volkspartei erheblich geschwächt, sorgte 1962 für ein Begräbnis erster Klasse und versammelte an seinem Grab noch einmal Künstlerkollegen und dänische Linke.

## Werke
- Fiskerne (Die Fischer), Roman, 1928, auf deutsch Rostock 1969
- Daglejerne (Die Tagelöhner), Roman, 1936, deutsch Rostock 2012, übers. von Jörg Seidel. ISBN 978-3-937206-09-7
- De ny tider (Die neuen Zeiten), Roman, 1939, deutsch Rostock 2013, ISBN 978-3-937206-10-3.
- Borgmesteren gaar af, Novelle, 1941
- Slaven (Sklaven), Roman, 1948
- Kristendom og kommunisme, Essays, 1948
- Vredens søn, Roman, 1950
- Djævelens penge (Des Teufels Geld), Roman, 1952
- Klitgaard og sønner (Klitgaard und seine Söhne), Roman, 1952
- Skyggespil (Schattenspiel), Erinnerungen, 1953, deutsch 1979
- Borgerlige noveller, Erzählungen, 1958
- Gader og mennesker i min barndom, Erinnerungen, 1961

- Det borgerlige frisinds endeligt. Essays og artikler. Udvalg og forord ved Børge Houmann. Gyldendal, Kopenhagen 1969.
- Litteratur og tendens. Essays og artikler. Udvalg og forord ved Børge Houmann. Gyldendal, Kopenhagen 1974, ISBN 87-00-10461-2.

## Auszeichnungen
- 1939 Literaturpreis Drachmannlegatet
- 1945 Anckerske Legat
- 1960 Herman Bangs Mindelegat